# Gene Kardos
Gene Kardos (New York, 12 juni 1899 – 27 augustus 1980) was een Amerikaanse violist en bigband-leider uit het swingtijdperk. Van 1931 tot 1938 leidde hij een swingband, die regelmatig optrad in Roseland Ballroom in New York. Met het orkest maakte hij ook opnames, voor RCA, ARC en (onder de naam van zijn pianist, Joel Shaw) Crown. Vocalisten in de band waren onder meer Dick Robertson en Bea Wain.

## Discografie
- New York Jazz in the Early Thirties: Gene Kardos and Joel Shaw vol. 1 en 2, the Old Masters

- Bibliothèque nationale de France: cb13895856v (data)
- Gemeinsame Normdatei: 127553851
- International Standard Name Identifier: 0000 0001 1113 9700
- Library of Congress Control Number: no93019423
- Nationale Bibliotheek van Israël: 987007323003605171
- Système universitaire de documentation: 156502739
- Virtual International Authority File: 161442974
- WorldCat: E39PBJdh73MGmR8ypmPykwkhpP